# Штайн (Шлезвіг-Гольштейн)
Штайн (нім. Stein) — громада в Німеччині, розташована в землі Шлезвіг-Гольштейн. Входить до складу району Плен. Складова частина об'єднання громад Пробстай.
Площа — 3,83 км2. Населення становить 761 ос. (станом на 31 грудня 2020).